# Wiedlisbach
Wiedlisbach – miasto i gmina (niem. Einwohnergemeinde) w Szwajcarii, w kantonie Berno, w regionie administracyjnym Emmental-Oberaargau, w okręgu Oberaargau.

## Demografia
W Wiedlisbachu mieszkają 2 382 osoby. W 2020 roku 17,4% populacji gminy stanowiły osoby urodzone poza Szwajcarią.

## Transport
Przez teren gminy przebiega autostrada A1 oraz drogi główne nr 5, nr 12 i nr 22.